# Boliden
Denna artikel behandlar orten Boliden. För gruvbolaget, se Boliden AB. För himlafenomenet, se bolid.
Boliden (Skelleftemål [bu:li:a] el. [bu:li:da]) är ett gruvsamhälle i Västerbotten och en tätort i Skellefteå kommun.

## Historia
10 december 1924 träffade borrförman Albert Pettersson och hans mannar på guldmalm på Fågelmyran tre mil nordväst om Skellefteå i Skellefteå socken.  Ett feltryck på Generalstabskartan gjorde att namnet på gruvan, och därmed också på gruvföretaget och orten, blev Boliden och inte Bjurliden, vilket var namnet på hemmanet där fyndigheten hittades. I Bolidengruvan inom Skelleftefältet bröts tidigare malm med hög guldhalt. Boliden är den enda serviceorten i Skellefteå som inte varit egen kommun. Det beror på att samhället ända till 1965 i praktiken var helt styrt av Bolidens Gruv AB. Därefter övergick skötseln av Bolidens samhälle till Skellefteå landskommun.

### Befolkningsutveckling
| Befolkningsutvecklingen i Boliden 1960–2020 | Befolkningsutvecklingen i Boliden 1960–2020 | Befolkningsutvecklingen i Boliden 1960–2020 | Befolkningsutvecklingen i Boliden 1960–2020 | Befolkningsutvecklingen i Boliden 1960–2020 |
| ------------------------------------------- | ------------------------------------------- | ------------------------------------------- | ------------------------------------------- | ------------------------------------------- |
|                                             |                                             |                                             |                                             |                                             |
| År                                          |                                             |                                             | Folkmängd                                   | Areal (ha)                                  |
| 1960                                        | 1960                                        |                                             | 2 732                                       |                                             |
| 1965                                        | 1965                                        |                                             | 2 557                                       |                                             |
| 1970                                        | 1970                                        |                                             | 2 528                                       |                                             |
| 1975                                        | 1975                                        |                                             | 2 560                                       |                                             |
| 1980                                        | 1980                                        |                                             | 2 329                                       |                                             |
| 1990                                        | 1990                                        |                                             | 2 190                                       | 187                                         |
| 1995                                        | 1995                                        |                                             | 1 894                                       | 193                                         |
| 2000                                        | 2000                                        |                                             | 1 624                                       | 196                                         |
| 2005                                        | 2005                                        |                                             | 1 515                                       | 196                                         |
| 2010                                        | 2010                                        |                                             | 1 566                                       | 194                                         |
| 2015                                        | 2015                                        |                                             | 1 661                                       | 142                                         |
| 2020                                        | 2020                                        |                                             | 1 606                                       | 151                                         |
|                                             |                                             |                                             |                                             |                                             |

## Samhället

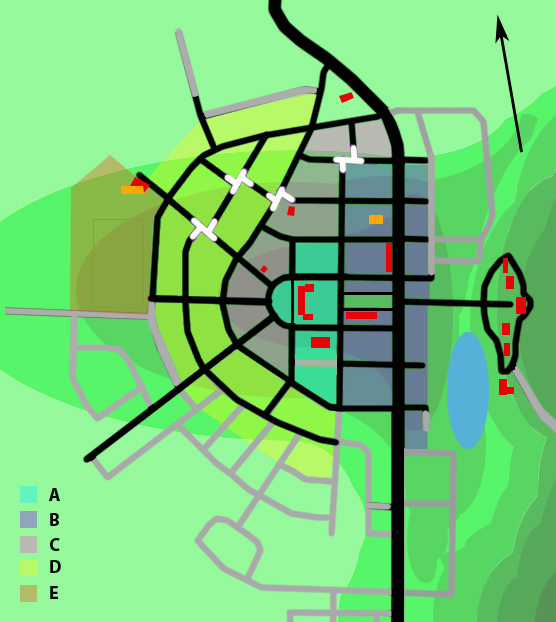
Schematisk bild över Boliden. Ursprungliga vägar i svart, nyare i grått. Turbinkorsningar i vitt. De fem olika nivåerna på bebyggelse, från A = Allmännyttig bebyggelse utan begränsningar till D = max 1/6 av tomt, max ett kök

När man påträffade guldförande malm i området fanns ingen bebyggelse på platsen, endast skog och myrland. För att förhindra kåkstadsbebyggelse, lät man upprätta en ordentlig stadsplan för området, Boliden skulle bli en ”industrialismens ö i ett hav av bönder, där bolaget fanns med som en sträng men rättvis fader”.
Arkitekterna John Åkerlund och Tage William-Olsson ritade samhället som byggdes ut i sin första etapp under 1920-talets andra hälft, William-Olsson ritade stadsplanen och Åkerlund byggnaderna.  De var inspirerade av klassicismens storslagna linjer och av den då populära trädgårdsstadens intimitet. Den strikta hierarkin som präglade arbetet i gruvan syntes också på den yttre miljön, och stadsplanen fick ett ovanligt utseeende i form av en solfjäder: Disponentbyggnaden byggdes med pelare på byns högsta kulle med uppsikt över insjön, samhället och gruvområdet. Strax nedanför placerades de stora överingenjörsvillorna. Mitt i samhället lades kyrkan, skolan, affärerna och korvkiosken. Längst ned byggdes enklare radhus med ordnade trädgårdar och sedan flerfamiljshus för gruvarbetarna. Uppfyllda av tidens ideal ville man skapa små gaturum som var hanterbara för de boende. Eftersom de solfjädersvängda gatorna går tvärs över åsen Boliden ligger på, skapas en dubbelkrökt stadsplan med den eftersträvade slutenhet i gaturummet, som i kombination med de så kallade turbinkorsningarna (förskjutna korsningar) ledde till varsam biltrafik. Även idag kan det att som okänd komma till Boliden innebära vissa orienteringsproblem.

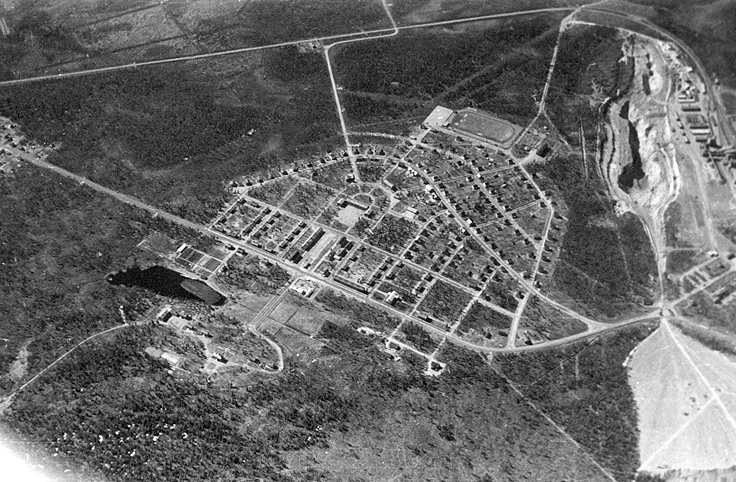
Flygfoto från 1939 som visar det planerade Boliden

### Byggnader
- Bolidens kyrka är ritad av Peter Celsing och invigdes första advent 1960, och dess arkitektur anknyter till Boliden som gruvort.
- Nästan alla andra offentliga byggnader (gruvkontoret, skolan, disponentvillan, överingenjörsvillorna) är ritade av John Åkerlund.

### Gator
I Boliden finns några gator med ovanliga namn som Marina gränsen (följer högsta kustlinjen), Gyllene medelvägen (ligger i mitten av solfjäderplanen) och Ringen (följer solfjäderplanen).

### Bergrum Boliden
Det gamla brukskontoret, den första byggnaden som uppfördes i det nya gruvsamhället, kallas numer Bergrum Boliden, och var till 2013 en del av Skellefteå museum. Där fokuserades man på geologi i allmänhet och Skelleftefältets tillkomst samt den tidiga gruvnäringen. Förutom utställningarna, café och reception med gängse försäljning av souvenirer och litteratur, inrymdes även arkiv och ett faktarum med referensbibliotek. Man kunde även få uppleva en simulerad jordbävning motsvarande 5,5 på richterskalan. 
September 2012 höll museet öppet för sista gången. Under våren 2013 kommer den gamla utställningen att monteras ner. Därefter kommer Boliden Gruvor (en del av Boliden AB) att bygga om huset till att åter inrymma kontor och konferensrum för företaget. Bottenplanet kommer också att inrymma en ny utställning om Bolidenbolaget och Boliden samhälle. Den nya utställningen byggs av Boliden Gruvor och öppnas för besökare sommaren 2014. Sedan 2010-talet har utställningen avvecklats 

## Näringsliv
Här finns företag som Boliden AB, Lindab och Bergteamet

## Utbildning
I samhället finns det en skola med cirka 300 elever, Bolidenskolan, med klasserna 1-9 samt förskoleklass. I dess närhet finns också simhall, bibliotek, ishall, idrottsplats, skidspår och skolskog.

## Idrott
Boliden har en lång tradition inom bandy som var den dominerande sporten på orten genom klubben Bolidens FFI fram till början av 60-talet. Laget vann bland annat Norrländska Elitserien 1954, vilket var den högsta placering ett lag från norra Norrland kunde nå, då det så kallade "Norrlandsförbudet" rådde fram till 1958. Detta innebar att inga lag från övre Norrland fick delta i det svenska seriesystemet. Norrlandsmästarna mötte sedan svenska mästarna efter säsongen och Bolidens FFI spelade vid ett par tillfällen sådana matcher. Bandyn lades ned i klubben 1962 och ishockeyn tog över. Bolidens golfklubb bildades 1991. Bolidens Skidklubb, Boliden SK,  grundades som Skidklubben Kometerna 1964. Sedan 2015 finns även en Discgolfklubb, Föreningen Boliden Discgolf.